# Finale Jadranske lige 2009/10.
Finale Jadranske lige 2009/10. održano je u Areni Zagreb, u Hrvatskoj, 25. aprila 2010. Košarkaška utakmica između hrvatskog kluba Cibona i srpskog kluba Partizan odlučivala je pobednika Jadranske (NLB) lige 2009/10. Partizan je odneo pobedu rezultatom 74:75 posle produžetka, čime je četvrti uzastopni put osvojio regionalnu ligu. Meč je upamćen po dramatičnoj završnici u kojoj je Dušan Kecman 0,6 sekundi pre isteka vremena uputio loptu sa više od pola terena i postigao pobednički koš.

## Predistorija
Za domaćina završnog turnira Jadranske lige konkurisala su četiri grada — Vršac, Podgorica, Zagreb i Poreč. Iako je nakon završetka regularnog dela sezone Vršac bio favorit, domaćinstvo je ipak dobio Zagreb koji je time drugi put po redu postao domaćin regionalne lige. Organizatori su želeli da zadrže kontinuitet odigravanja završnog turnira u najvećim dvoranama u regiji, pa je prednost data novosagrađenoj Areni Zagreb. Polufinala su zakazana za petak 23. aprila, a finale za nedelju 25. aprila. Nakon što je u polufinalu Cibona pobedila Olimpiju, a Partizan pobedio Hemofarm ova dva tima su se drugi put zaredom našla u finalu Jadranske lige, koje je prethodne godine odigrano u Beogradskoj areni. Partizan, aktuelni šampion lige koji je držao tri uzastopne titule, važio je za favorita.

## Utakmica
| 25. april 2010. 17:15 | | Cibona 74, Partizan 75 | Cibona 74, Partizan 75                                    | Cibona 74, Partizan 75 | Arena Zagreb, Hrvatska Гледаоци: 16.200 Судије: - Sašo Pukl (SLO) - Matej Boltauzer (SLO) - Damir Javor (SLO) | HRT |
| 25. april 2010. 17:15 | Четвртине: 14:15, 17:16, 13:13, 16:16, 14:15                                                                   |                        |                                                           |                        | Arena Zagreb, Hrvatska Гледаоци: 16.200 Судије: - Sašo Pukl (SLO) - Matej Boltauzer (SLO) - Damir Javor (SLO) | HRT |
| 25. april 2010. 17:15 | Поени: Marko Tomas, Džamont Gordon po 31 Скокови: Džamont Gordon, Lukša Andrić po 5 Асистенције: Marko Tomas 3 |                        | Aleksandar Marić 14 Lorens Edvard Roberts 14 Jan Veseli 3 |                        | Arena Zagreb, Hrvatska Гледаоци: 16.200 Судије: - Sašo Pukl (SLO) - Matej Boltauzer (SLO) - Damir Javor (SLO) | HRT |
| 25. april 2010. 17:15 | Partizan osvaja Jadransku ligu 2009/10.                                                                        |                        |                                                           |                        | Arena Zagreb, Hrvatska Гледаоци: 16.200 Судије: - Sašo Pukl (SLO) - Matej Boltauzer (SLO) - Damir Javor (SLO) | HRT |

### Prva četvrtina (14:15)
U prvim minutima Partizan je imao probleme u napadu jer Vraneš nije mogao da parira Bagariću, a ubrzo je napravio i dva faula u napadu. U ekipi Cibone, bekovi Gordon i Tomas su u tandemu postigli prvih 12 poena, a osim njih jedan koš je postigao i Udrih. Partizan je imao dobar šut iz igre, pa je iz prve četvrtine izašao s minimalnom prednošću od 15:14.

### Druga četvrtina (31:31)
Druga četvrtina počela je serijom Partizana od 7:0, kojom su došli do prvog osetnijeg vođstva (22:14). Ipak, Cibona zahvaljujući Tomasu preokreće rezultat, ali u samom finišu druge četvrtine Partizan vezuje nekoliko koševa. Pred kraj druge četvrtine Gordon koji je vezao osam poena (šest slobodnih bacanja) donosi Ciboni nerešen rezultat (31:31).

### Treća četvrtina (44:44)
Na početku drugog poluvremena prve poene postiže Cibona s Tomasova dva pogođena slobodna bacanja. Partizan nakon dobre igre u napadu dolazi do prednosti od pet poena (41:36). Međutim, nakon toga dolazi do incidenta na tribinama kada su domaći navijači pokušali da se obračunaju s nekoliko navijača Partizana. Direktor Arene, Zdenko Antunović, izjavio je da je „jedan navijač Partizana provocirao zagrebačku publiku koja je neprimereno reagovala“, dok je veliki broj hrvatskih medija naveo da su provokacija bila tri prsta i bačena boca. Prema drugoj verziji događaja, tridesetak navijača Dinama napalo je mladića i devojku jer su ispred sebe okačili majicu s grbom Partizana, pa su im navijači Partizana priskočili u pomoć, pritom bacivši plastičnu flašu na napadače. Redari i nekoliko policajaca su tek udaljavanjem srpskih navijača smirili huligane koje su podržavali navijači povicima „Ubij, ubij Srbina“. Nakon ovog incidenta dolazi do pada u u igri Partizana, pa Cibona novim poenima Tomasa smanjuje prednost na 41:40. U nastavku igre Partizan je držao minimalnu prednost (44:41), ali je Tomas pred kraj četvrtine trojkom doveo svoj tim do izjednačenja (44:44).

### Četvrta četvrtina (60:60)
Poslednja četvrtina protekla je u rovovskoj borbi obe ekipe. Partizan je zbog pet ličnih grešaka ostao bez dva plejmejkera, Lestera Makejleba i kapitena Petra Božića. Poslednji napad pripao je Ciboni, ali je Tomas promašio trojku koja bi hrvatskom timu donela pobedu.

### Produžetak (74:75)
Prvi koš u produžetku uz faul je postigao Aleks Marić, pa je nakon dodatnog slobodnog bacanja Partizan poveo sa tri poena. Nakon obostranog faula Marića i Andrića, oba igrača napuštaju meč zbog pet ličnih grešaka. Nakon faula, Roberts sa slobodnih bacanja dovodi Partizan u vođstvo 65:62. Posle dva promašena slobodna bacanja Tomasa, Partizan ne iskorišćava priliku da dodatno poveća prednost, nakon čega Gordon vezuje četiri poena i dovodi Cibonu do vođstva 66:65. Nakon nekoliko neuspešnih akcija Partizana, trojkom sa osam metara u zadnjoj sekundi napada, Rašić dovodi Partizan do prednosti od dva poena. Nakon faula Kecmana, Tomas izjednačuje. U sledećem napadu, Roberts završava na liniji slobodnih bacanja, od kojih pogađa jedno i Partizan stiže do vođstva od 72:68. Tomas 8,8 sekundi pre kraja iz teške pozicije pogađa trojku za 71:72, nakon čega dolazi do brzog faula nad Robertsom koji nakon toga promašuje oba slobodna bacanja. Cibona nakon toga kreće u napad. Lopta stiže do Bogdanovića koji se našao u samom uglu iza linije za tri poena iz koga uspeva da da trojku za prednost Cibone od 74:72. Publika je u delirijumu, klupa Cibone je već spremna za slavlje, a igrači i stručni štab utrčavaju na teren. Međutim, ostalo je još 0,6 sekundi do isteka vremena. Sudije dozvoljavaju da se igra nastavi, Kecman šutira sa svoje polovine terena, i lopta odbitkom od table ulazi u koš Cibone. U Areni nastaje muk, domaći igrači i publika gledaju u neverici, a s Cibonine klupe traže poništavanje koša, pokazujući da je u terenu bilo i onih koji tamo nije trebalo da budu. Međutim, slovenačka sudijska trojka nakon konsultacija donosi odluku da se koš priznaje, čime Partizan osvaja titulu.

## Kecmanova trojka
Trojka Dušana Kecmana 0,6 sekundi pre isteka vremena izazvala je debate i oprečna mišljenja, a stotine video klipova sa dramatičnom završnicom postali su hit na Internetu. Uprava Cibone uputila je žalbu čelnicima Jadranske lige, jer je prema njihovom dopisu „posle koša Bogdanovića na semaforu ostalo samo 0,6 sekundi što nije dovoljno da se uputi šut sa zemlje već samo iz skoka“. Takođe je u svojoj žalbi navela i da je prilikom Kecmanovog šuta „na terenu bilo više osoba koji nisu bili igrači ekipa koji su u tom trenutku ujedno bili igrači na terenu“. Žalba je odbijena uz obrazloženje da nije osnovana. Direktor lige, Josip Bilić naveo je da se pre konačne presude konsultovao sa sudijama i delegatom: „Sudije ove utakmice navode da je poslednji koš igrača KK Partizan, Kecmana, postignut regularno jer je lopta napustila ruke igrača pre isteka vremena. U vezi navedene odluke konsultovala su se sva trojica arbitara, i svi su bili istog mišljenja. Delegat utakmice u svom mišljenju navodi takođe da je poslednji šut igrača upućen prema košu u vremenu utakmice, te da je u tome istog mišljenja kao i sudije“.

## Spoljašnje veze
- Završnica utakmice, snimak sa HRT-a na sajtu
- Snimak navijača i Kecmanove trojke sa tribina na sajtu